# آنا گارسیا-سینیه‌ریس
آنا گارسیا-سینیه‌ریس (انگلیسی: Ana García-Siñeriz؛ زادهٔ ۲۶ ژوئیهٔ ۱۹۶۵) مجری تلویزیون و روزنامه‌نگار اهل اسپانیا است.
او دانش آموختهٔ رشتهٔ روزنامه‌نگاری در دانشگاه کمپلوتنسه مادرید است.
او در شبکه‌های تلویزیونی «تله‌بیسیون اسپانیولا»، «کانال +» و «کواترو» فعالیت داشته است.